# Stizolophus
Stizolophus Cass., 1826 è un genere di piante angiosperme dicotiledoni della famiglia delle Asteraceae.

## Descrizione
Le specie di questo genere sono piante erbacee annuali.
Le foglie lungo il caule sono disposte in modo alterno, hanno una lamina intera o pennato-lirata con superficie scabra. I lobi terminali possono essere cortamente mucronati, altrimenti sono privi di spine.
Le infiorescenze si compongono di capolini eterogami solitari o composti in lassi corimbi. I capolini sono formati da un involucro a forma globosa composto da brattee (o squame) all'interno del quale un ricettacolo fa da base ai fiori tutti tubulosi. Le brattee dell'involucro, disposte su più serie in modo embricato, sono molte e piccole con bordi cigliati e deboli spine. Il ricettacolo normalmente è setoso.
I fiori sono tutti del tipo tubuloso. I fiori sono tetra-ciclici (ossia sono presenti 4 verticilli: calice – corolla – androceo – gineceo) e pentameri (ogni verticillo ha 5 elementi). I fiori in genere sono ermafroditi e actinomorfi. Se i capolini sono eterogami allora sono presenti dei fiori tubolosi periferici radiati (zigomorfi), sterili e staminoidi; quelli centrali sono bisessuali.
- Formula fiorale:

- /x K {\displaystyle \infty }, [C (5), A (5)], G 2 (infero), achenio

- Calice: i sepali del calice sono ridotti ad una coroncina di squame.
- Corolla: la corolla in genere è colorata di giallo.
- Androceo: gli stami sono 5 con filamenti liberi, glabri e papillosi, mentre le antere sono saldate in un manicotto (o tubo) circondante lo stilo.[8]
- Gineceo: lo stilo (molto lungo: 3 – 4 mm) è filiforme;  gli stigmi dello stilo sono due divergenti. L'ovario è infero uniloculare formato da 2 carpelli.

Il frutto è un achenio con pappo. Gli acheni, con forme oblunghe e debolmente costati, sono glabri. Il pericarpo dell'achenio è sclerificato; alla sommità l'achenio è provvisto di una piastra dritta. Alcune zone areolate contengono elaisoma. L'ilo ha una coda.Il pappo (deciduo) è inserito in un anello parenchimatico sulla piastra apicale e in genere è doppio: le setole esterne hanno delle lunghe piume; quelle interne sono corte con poche piume.

## Biologia
- Impollinazione: l'impollinazione avviene tramite insetti (impollinazione entomogama).
- Riproduzione: la fecondazione avviene fondamentalmente tramite l'impollinazione dei fiori (vedi sopra).
- Dispersione: i semi cadendo a terra (dopo essere stati trasportati per alcuni metri dal vento per merito del pappo – disseminazione anemocora) sono successivamente dispersi soprattutto da insetti tipo formiche (disseminazione mirmecoria).

## Distribuzione
Le specie di questo genere si trovano nel Caucaso e nella regione Turanica.

## Tassonomia
La famiglia di appartenenza di questa voce (Asteraceae o Compositae, nomen conservandum) probabilmente originaria del Sud America, è la più numerosa del mondo vegetale, comprende oltre 23.000 specie distribuite su 1.535 generi, oppure 22.750 specie e 1.530 generi secondo altre fonti (una delle checklist più aggiornata elenca fino a 1.679 generi). La famiglia attualmente (2021) è divisa in 16 sottofamiglie.
La tribù Cardueae a sua volta è suddivisa in 12 sottotribù (la sottotribù Centaureinae è una di queste).

### Filogenesi
La classificazione della sottotribù rimane ancora problematica e piena di incertezze. Nell'ambito della sottotribù questo genere fa parte del gruppo tassonomico informale denominato "Plectocephalus Group". Il gruppo, composto dai generi  Cheirolophus Cass., Crupina (Pers.) DC., Phalacrachena Iljin, Plectocephalus D. Don, Rhaponticoides Vaill., Schischkinia Iljin e Stizolophus Cass. è posizionato, da un punto di vista filogenetico, nella zona centrale delle Centaureinae e, in base alle attuali conoscenze, non si tratta di un clade monofiletico. In precedenti studi il gruppo "Plectocephalus" (chiamato con un nome diverso: "Basal Grade" o "Basal Genera") occupava una posizione più "basale".
Il numero cromosomico delle specie di questo genere è: 2n = 30.

### Elenco delle specie
Il genere comprende le seguenti 4 specie:
- Stizolophus balsamita (Lam.) Cass. ex Takht.
- Stizolophus balsamitoides  (Post) Soják
- Stizolophus coronopifolius  Cass.
- Stizolophus kermanensis  (Bornm.) Soják